# كيث وليامز (لاعب كرة قدم كندية)
كيث وليامز (بالإنجليزية: Keith Williams)‏ هو لاعب كرة قدم كندية أمريكي، ولد في 12 ديسمبر 1983 في ماونت فيرنون في الولايات المتحدة.